# Valdemar Henriques
Valdemar Henriques, född 19 april 1864 i Köpenhamn, död där 4 december 1936, var en dansk fysiolog. 
Henriques blev candidatus medicinæ 1888 och disputerade för doktorsgraden 1891 på avhandlingen Undersøgelser over Nervesystemets Indflydelse paa Lungernes respiratoriske Stofskifte. Han blev lektor i fysiologi vid Veterinærskolen 1893 och utnämndes till professor 1903. Han blev därefter professor i fysiologi vid Köpenhamns universitet 1911. Han utgav bland annat en lärobok i fysiologi (1923). Hans forskning föll till stor del inom näringsfysiologins område.